# ترول‌ها (فیلم)
ترول‌ها (انگلیسی: Trolls) یک فیلم پویانمایی رایانه‌ای در سبک فانتزی و موزیکال به کارگردانی مایک میچل است که در سال ۲۰۱۶ اکران شد. از صداپیشگان آن می‌توان به آنا کندریک، جاستین تیمبرلیک، زویی دشانل، راسل برند، جیمز کوردن و گوئن استفانی اشاره کرد. دنباله این فیلم(تور جهانی ترول‌ها)در سال ۲۰۲۰ اکران شد.

## داستان
پس از آنکه برگن ها به دهکده ترول ها حمله می کنند، یک ترول شاد و سرزنده به نام پاپی، همراه با ترولی عبوس و بداخلاق به نام برنچ، عازم سفری ماجراجویانه می شوند تا دوستانشان را از مخمصه نجات دهند و...